# Ampulex neotropica
Ampulex neotropica är en  stekelart som beskrevs av Kohl 1893. Ampulex neotropica ingår i släktet Ampulex och familjen Ampulicidae. Inga underarter finns listade i Catalogue of Life.